# Hrvatsko-mađarski odnosi
|                    |                    |
| Republika Hrvatska | Republika Mađarska |

Hrvatsko-mađarski odnosi odnose se na bilateralne međunarodne odnose između Hrvatske i Mađarske. Diplomatski odnosi između dvije zemlje uspostavljeni su dana 18. siječnja 1992. godine. Hrvatska ima veleposlanstvo u Budimpešti te konzulate u Pečuhu i Velikoj Kaniži, a Mađarska ima veleposlanstvo u Zagrebu te konzulate u Splitu i Rijeci.
Povijest političkih odnosa između Hrvatske i Mađarske datira još iz doba ranog srednjeg vijeka, a u suvremeno doba obnovljeni su nakon stjecanja neovisnosti Republike Hrvatske.